# Gastón Cortés
Rodrigo Gaston Cortés (n. Córdoba, 6 de octubre de 1985) es un jugador de rugby argentino que se desempeña en la posición de pilar en el  Leicester Tigers de la Premiership de Inglaterra. Cortés jugó cuatro veces para el seleccionado de Argentina entre 2011 y 2012, combinado que lo convocaría nuevamente seis años más tarde, en 2018. Anteriormente a jugar para el club de Leicester, militó en el Bristol Rugby (2012 a 2018) en donde disputó más de 100 partidos.

## Carrera
Nacido en Córdoba, trabajó para la empresa de transporte de su padre, jugando, paralelamente para el Córdoba Athletic Club.
Su debut internacional se produjo el 22 de mayo de 2011 en el Campeonato Sudamericano de Rugby contra el seleccionado de Chile en una victoria por 61-6. También jugó contra Uruguay ese mismo año, y un año más tarde, disputaría otros dos partidos antes los rivales mencionados con anterioridad, por el mismo Campeonato Sudamericano.

#### Inglaterra
Cortés firmó para Bristol Rugby el 29 de agosto de 2012, club en el que disputaría más de 100 encuentros. 
Después de seis temporadas en el club de Bristol, fue traspasado al Leicester Tigers  el 18 de mayo de 2018.

## Estadísticas
| Clubes                             | Clubes           | Clubes | Clubes |
| ---------------------------------- | ---------------- | ------ | ------ |
| Temporadas                         | Equipos          | Pj     | Puntos |
| –2012                              | Córdoba A.C.     |        | -      |
| 2012–18                            | Bristol Rugby    | 114    | (35)   |
| 2018–                              | Leicester Tigers |        | -      |
| Actualizado el 23 de mayo del 2018 |                  |        |        |

| Seleccionados                            | Seleccionados | Seleccionados | Seleccionados |
| ---------------------------------------- | ------------- | ------------- | ------------- |
| Temporadas                               | Selección     | Pj            | Puntos        |
| 2011–12 ; 2018-                          | Argentina     | 4             | -             |
| Actualizado el 10 de septiembre del 2018 |               |               |               |